# Liodessus strobeli
Liodessus strobeli är en skalbaggsart som först beskrevs av Steinheil 1869.  Liodessus strobeli ingår i släktet Liodessus och familjen dykare. Inga underarter finns listade i Catalogue of Life.